# Tetramorium asetyum
Tetramorium asetyum är en myrart som beskrevs av Bolton 1980. Tetramorium asetyum ingår i släktet Tetramorium och familjen myror. Inga underarter finns listade i Catalogue of Life.